# Barbarians vs. Wallabies (2008)
Barbarians vs. Wallabies en 2008 fue un partido de rugby organizado por la British Olympic Association y que enfrentó al Barbarian F.C. contra la selección de Australia en conmemoración del centenario de la victoria de Australasia en los Juegos Olímpicos de Londres 1908.

## Historia
La selección de Australasia que participó en los Juegos Olímpicos de Londres 1908 estuvo integrada solo por jugadores de Australia a pesar de su nombre y el club inglés Cornwall RFU representó al Reino Unido. La victoria que sucedió en el Estadio de White City, fue la única del Hemisferio sur hasta la proclamación de Fiyi, más de 100 años después en Río de Janeiro 2016 y significó el primer gran triunfo del rugby australiano.
En 2008 los Barbarians usaron medias amarillas para representar al Cornwall RFU y fueron dirigidos por el entrenador campeón del Mundo Jake White, quien para armar el equipo convocó a sus también consagrados jugadores y los más destacados All Blacks, por lo que el seleccionado fue uno de los más poderosos de la década.

## Barbarians
Entrenador:  Jake White
Forwards
| - Rodney Blake - Bakkies Botha - Schalk Burger | - Jerry Collins - Chris Jack - Census Johnston | - Nick Köster - Richie McCaw - Johann Muller | - Federico Pucciariello - Mark Regan - John Smit |

Backs
| - Jean de Villiers - Fourie du Preez - Rico Gear | - George Gregan - Bryan Habana - Percy Montgomery | - Joe Rokocoko - Ollie Smith - François Steyn - Shane Williams |

## Wallabies
Entrenador:  Robbie Deans
Forwards
| - Ben Alexander - Richard Brown - Mark Chisholm | - Matt Dunning - Adam Freier - Sekope Kepu | - Peter Kimlin - Hugh McMeniman - Dean Mumm | - David Pocock - Tatafu Polota-Nau - George Smith |

Backs
| - Adam Ashley-Cooper - Luke Burgess - Quade Cooper | - Ryan Cross - Digby Ioane - Drew Mitchell | - James O'Connor - Brett Sheehan - Lote Tuqiri - Lachlan Turner |

## Test match
El partido jugado a una baja temperatura climática se caracterizó por ser muy agresivo físicamente, siendo lesionados Matt Dunning y Sekope Kepu.
| 3 de diciembre de 2008 | Barbarian F.C.                                  | 11 – 18 | Australia                                                                         | Estadio de Wembley, Londres,                            |                                                         |
|                        | Try Collins 63' Penales Montgomery (2) 35', 48' | Reporte | Tries 14' Tuqiri 79' Turner Conversión 15' O'Connor Penales 19', 23' (2) O'Connor | Asistencia: 43.600 espectadores Árbitro(s): Chris White | Asistencia: 43.600 espectadores Árbitro(s): Chris White |